# Paradysderina puyo
Espèce
Paradysderina puyo est une espèce d'araignées aranéomorphes de la famille des Oonopidae.

## Distribution
Cette espèce est endémique d'Équateur. Elle se rencontre dans les provinces de Pastaza et de Napo.

## Description
Le mâle holotype mesure 1,82 mm et la femelle 1,54 mm.

## Étymologie
Cette espèce est nommée en référence au lieu de sa découverte, Puyo.

## Publication originale
- Platnick & Dupérré, 2011 : The Andean goblin spiders of the new genera Paradysderina and Semidysderina (Araneae, Oonopidae). Bulletin of the American Museum of Natural History, no 364, p. 1-121 (texte intégral).